# Figtree
Figtree es una localidad de San Cristóbal y Nieves, en la Parroquia de Saint John Figtree.
Se ubica a una altitud de 110 m sobre el nivel del mar en la Isla Nieves, a 4 km de Charlestown.
Según estimación 2010 cuenta con una población de 512 habitantes.